# Narcisa Lecușanu
Narcisa Georgeta Lecușanu (ur. 14 września 1976 w Bacău) – rumuńska piłkarka ręczna, reprezentantka kraju. Obecnie występuje w lidze rumuńskiej, w drużynie C.S. Oltchim RM Valcea. Gra na pozycji rozgrywającej. Wicemistrzyni Świata z 2005 r.

## Kluby
- CSS Bacău
- Stiinta Bacău
- Kometal Skopje
- BVB 09 Dortmnud
- TV Lutzelinden
- Ikast-Bording Elite Håndbold
- Aalborg DH
- C.S. Oltchim RM Valcea

## Sukcesy
- wicemistrzostwo Świata (2005)
- superpuchar Rumunii (2007)
- puchar Rumunii (2007)
- mistrzostwo Rumunii (2007, 2008, 2009, 2010)
- puchar zdobywców pucharów (2007)
- mistrzostwo Macedonii
- puchar Macedonii
- Finalistka Ligi Mistrzyń (2010[1])